# Kjell Barnekow (1781–1875)
Kjell Christoffer Barnekow, född den 2 december 1781 på Vittskövle i socknen med samma namn, Kristianstads län, död den 3 maj 1875 på Spannarp i Ausås socken, samma län, var en svensk friherre och militär. Han var son till Kjell Christoffer Barnekow och far till Albert Barnekow.

## Biografi
Barnekow blev sergeant vid Konungens eget värvade regemente 1785 och kornett vid Skånska karabinjärregementet 1788. Han blev kadett vid Krigsakademien på Karlberg 1794 och utexaminerades därifrån 1798. Barnekow blev kornett vid Mörnerska husarregementet samma år och transporterades som löjtnant till Livregementets husarkår 1803. Han befordrades till ryttmästare vid Skånska husarregementet 1807 och tilldelades majors karaktär 1815. Barnekow beviljades avsked 1817. Han blev riddare av Svärdsorden 1819 och tilldelades Karl XIV Johans medalj 1855.